# Émoji
Ne doit pas être confondu avec émoticône ou smiley.

Émoji d'un visage avec des larmes de rire.

Un émoji,, (emprunt du japonais : 絵文字, emoji, prononcé en japonais: [emodʑi], en anglais: [ɪˈmoʊdʒiː], et en français: [emodʒi] ou [emoʒi]) est un pictogramme utilisé dans un message électronique ou sur une page web.
Le mot emoji signifie littéralement « image » (e) + « lettre » (moji) ; la ressemblance avec « émotion » est un jeu de mots interculturel. Ces caractères sont utilisés de la même façon que les émoticônes ASCII, mais un plus grand nombre est défini. Les icônes sont standardisées et intégrées aux appareils. Certains émojis sont très spécifiques à la culture japonaise, comme un homme se prosternant pour s'excuser, une fleur blanche signifiant un « travail scolaire brillant » ou encore un groupe d’émojis représentant de la nourriture typique : rāmen, dango, onigiri, curry japonais, sushi.
Les trois principaux opérateurs japonais, NTT Docomo, au et SoftBank Mobile (anciennement Vodafone), ont chacun défini leur propre variante des émojis.
Bien qu'originaires du Japon, certains jeux de caractères émojis sont intégrés à Unicode, permettant leur utilisation partout dans le monde.
Les émoticônes, différentes des émojis, sont supportées par la table des caractères Unicode/U1F600, les symboles divers l'étant par la table des caractères Unicode/U2600.

## Historique
L’utilisation des simulations d’expressions faciales s’est développée au cours des années 1960. C’est en premier lieu le smiley, inventé par Harvey Ball en 1963, qui a connu un grand succès jusqu’à devenir un symbole global dans les sociétés occidentales. Le visage jaune aux deux points formant des yeux et une ligne dessinant un sourire est reconnu en tant que tout premier symbole d’expression faciale et est surtout utilisé en marketing.
Durant les années 1980, la communication par message instantané devient plus facile notamment dans le milieu des informaticiens grâce aux émoticônes : ces symboles non-verbaux créés à partir d’assemblage de points de ponctuation standards (par exemple « :-D » pour exprimer la joie) permettent de clarifier les intentions et les émotions dans des contextes ambigus, d’apporter de la joie, d’encourager à l’interaction ou encore de témoigner de son appartenance à une certaine communauté. Les versions occidentales montrent alors un visage couché, par exemple : « :-D » ; les versions orientales montrent un visage de face, par exemple : « (^.^) ». Contrairement aux émoticônes, les émojis ne doivent pas être tapés caractère par caractère et sont directement accessibles, prêts à l'emploi.
Les premiers émojis sont créés en 1997 pour SoftBank. Entre 1998 et 1999, Shigetaka Kurita, de l'équipe i-mode de NTT Docomo, en crée d'autres qui consistent en un jeu de 172 émojis de 12 x 12 pixels. Il est conçu comme une caractéristique spécifique de la messagerie i-mode, pour faciliter la communication électronique et pour la démarquer de services concurrents. L'utilisation des émojis est en constante augmentation. 4,6 % des messages échangés sur Internet contiennent au moins un émoji. Les symboles graphiques, cette fois-ci avec des noms et des codes prédéfinis, ne représentent pas seulement des expressions faciales mais également des concepts abstraits, des animaux, des plantes, des activités, des parties du corps ainsi que des gestuelles et des objets.
En 2017, le terme « émoji » fait officiellement son entrée dans le dictionnaire Le Petit Robert.
L'obtention d'émojis pour représenter sa culture, son identité ou sa religion est devenu un enjeu économique et politique de taille (émoji « femme voilée » adopté en 2017, émoji « drapeau breton » recalé en 2020, émoji « homme enceint » adopté en 2022…), ce qui soulève régulièrement des polémiques au sujet de la légitimité du consortium Unicode et de ses membres de la Big Tech qui délivrent, une fois par an, la nouvelle version de ce jeu de caractères standardisés.
En septembre 2022, le site emojipedia.org dénombre de 3 664 émojis codifiés en standard Unicode.

## Encodage historique des émojis
À l'origine, les émojis pour l'i-mode de NTT Docomo étaient dessinés en bitmap sur une grille de 12×12 pixels. Pour la transmission, ils étaient encodés sur une séquence de deux octets, dans l'intervalle d'usage privé E63E-E757 de l'espace Unicode. La spécification de base comportait 176 symboles, et 76 supplémentaires disponibles pour les mobiles supportant la norme C-HTML 4.0.
Les émojis créés par au étaient déclarés par la balise HTML img, alors que ceux de SoftBank Mobile étaient encadrés par les séquences d'échappement ASCII Shift-In et Shift-Out, et permettaient la couleur et les animations. L'encodage de DoCoMo est le plus compact à transmettre, alors que celui de au est le plus flexible, basé sur des standards ouverts.

## Dans le standard Unicode
Des centaines de caractères émojis ont été importés dans la version 6.0 de l'espace Unicode en octobre 2010 (et la norme internationale ISO/CEI 10646).
Les ajouts ont été initialement demandés par Google (Kat Momoi, Mark Davis, et Markus Scherer ont écrit le premier draft pour l'intégration par le Comité Technique Unicode en août 2007) et Apple Inc. (dont Yasuo Kida et Peter Edberg ont rejoint la première proposition officielle proposal portant sur 607 caractères, en janvier 2009 comme coauteurs).
Le processus est passé par une longue série de commentaires par les membres du Consortium Unicode et les organismes internationaux de standardisation participant aux ISO/IEC JTC1/SC2/WG2, particulièrement les États-Unis, l'Allemagne, l'Irlande (menée par Michael Everson) et le Japon. Pendant le processus d'élaboration du consensus, plusieurs nouveaux caractères ont été ajoutés, particulièrement des symboles cartographiques et des signes européens. Ce consortium se réunit 4 fois par an pour organiser leur régulation.
Le jeu de base émojis d'Unicode 6.0 consiste en 722 caractères, dont 114 correspondent à des séquences d'un ou plusieurs caractères dans le standard antérieur, et les 608 restant à des séquences d'un ou plusieurs caractères introduits en Unicode 6.0.
Il n'y a pas de bloc réservé spécifiquement pour les émojis : les symboles ont été encodés dans sept blocs différents, certains créés à l'occasion. Il existe un fichier de référence fournissant les correspondances avec les encodages historiques des opérateurs japonais.

## Exemples
Unicode 15.0 représente les emoji en utilisant 1 424 caractères répartis sur 24 blocs, dont 26 sont des symboles d'indicateur régional qui se combinent par paires pour former un drapeau emoji, et 12 (#, * et 0 –9) sont des caractères de base pour les séquences d'emoji keycap ,:
| Liste des emojis en Unicode | Liste des emojis en Unicode | Liste des emojis en Unicode | Liste des emojis en Unicode | Liste des emojis en Unicode | Liste des emojis en Unicode | Liste des emojis en Unicode | Liste des emojis en Unicode | Liste des emojis en Unicode | Liste des emojis en Unicode | Liste des emojis en Unicode | Liste des emojis en Unicode | Liste des emojis en Unicode | Liste des emojis en Unicode | Liste des emojis en Unicode | Liste des emojis en Unicode | Liste des emojis en Unicode |
| --- | --------------------------- | --------------------------- | --------------------------- | --------------------------- | --------------------------- | --------------------------- | --------------------------- | --------------------------- | --------------------------- | --------------------------- | --------------------------- | --------------------------- | --------------------------- | --------------------------- | --------------------------- | --------------------------- |
| | 0                           | 1                           | 2                           | 3                           | 4                           | 5                           | 6                           | 7                           | 8                           | 9                           | A                           | B                           | C                           | D                           | E                           | F                           |
| U+00Ax |                             |                             |                             |                             |                             |                             |                             |                             |                             | ©️                          |                             |                             |                             |                             | ®️                          |                             |
| U+203x |                             |                             |                             |                             |                             |                             |                             |                             |                             |                             |                             |                             | ‼️                          |                             |                             |                             |
| U+204x |                             |                             |                             |                             |                             |                             |                             |                             |                             | ⁉️                          |                             |                             |                             |                             |                             |                             |
| U+212x |                             |                             | ™️                          |                             |                             |                             |                             |                             |                             |                             |                             |                             |                             |                             |                             |                             |
| U+213x |                             |                             |                             |                             |                             |                             |                             |                             |                             | ℹ️                          |                             |                             |                             |                             |                             |                             |
| U+219x |                             |                             |                             |                             | ↔️                          | ↕️                          | ↖️                          | ↗️                          | ↘️                          | ↙️                          |                             |                             |                             |                             |                             |                             |
| U+21Ax |                             |                             |                             |                             |                             |                             |                             |                             |                             | ↩️                          | ↪️                          |                             |                             |                             |                             |                             |
| U+231x |                             |                             |                             |                             |                             |                             |                             |                             |                             |                             | ⌚️                          | ⌛️                          |                             |                             |                             |                             |
| U+232x |                             |                             |                             |                             |                             |                             |                             |                             | ⌨️                          |                             |                             |                             |                             |                             |                             |                             |
| U+23Cx |                             |                             |                             |                             |                             |                             |                             |                             |                             |                             |                             |                             |                             |                             |                             | ⏏️                          |
| U+23Ex |                             |                             |                             |                             |                             |                             |                             |                             |                             | ⏩️                          | ⏪️                          | ⏫️                          | ⏬️                          | ⏭️                          | ⏮️                          | ⏯️                          |
| U+23Fx | ⏰️                          | ⏱️                          | ⏲️                          | ⏳️                          |                             |                             |                             |                             | ⏸️                          | ⏹️                          | ⏺️                          |                             |                             |                             |                             |                             |
| U+24Cx |                             |                             | Ⓜ️                          |                             |                             |                             |                             |                             |                             |                             |                             |                             |                             |                             |                             |                             |
| U+25Ax |                             |                             |                             |                             |                             |                             |                             |                             |                             |                             | ▪️                          | ▫️                          |                             |                             |                             |                             |
| U+25Bx |                             |                             |                             |                             |                             |                             | ▶️                          |                             |                             |                             |                             |                             |                             |                             |                             |                             |
| U+25Cx | ◀️                          |                             |                             |                             |                             |                             |                             |                             |                             |                             |                             |                             |                             |                             |                             |                             |
| U+25Fx |                             |                             |                             |                             |                             |                             |                             |                             |                             |                             |                             | ◻️                          | ◼️                          | ◽️                          | ◾️                          |                             |
| U+260x | ☀️                          | ☁️                          | ☂️                          | ☃️                          | ☄️                          |                             |                             |                             |                             |                             |                             |                             |                             |                             | ☎️                          |                             |
| U+261x |                             | ☑️                          |                             |                             | ☔️                          | ☕️                          |                             |                             | ☘️                          |                             |                             |                             |                             | ☝️                          |                             |                             |
| U+262x | ☠️                          |                             | ☢️                          | ☣️                          |                             |                             | ☦️                          |                             |                             |                             | ☪️                          |                             |                             |                             | ☮️                          | ☯️                          |
| U+263x |                             |                             |                             |                             |                             |                             |                             |                             | ☸️                          | ☹️                          | ☺️                          |                             |                             |                             |                             |                             |
| U+264x | ♀️                          |                             | ♂️                          |                             |                             |                             |                             |                             | ♈️                          | ♉️                          | ♊️                          | ♋️                          | ♌️                          | ♍️                          | ♎️                          | ♏️                          |
| U+265x | ♐️                          | ♑️                          | ♒️                          | ♓️                          |                             |                             |                             |                             |                             |                             |                             |                             |                             |                             |                             | ♟️                          |
| U+266x | ♠️                          |                             |                             | ♣️                          |                             | ♥️                          | ♦️                          |                             | ♨️                          |                             |                             |                             |                             |                             |                             |                             |
| U+267x |                             |                             |                             |                             |                             |                             |                             |                             |                             |                             |                             | ♻️                          |                             |                             | ♾️                          | ♿️                          |
| U+269x |                             |                             | ⚒️                          | ⚓️                          | ⚔️                          | ⚕️                          | ⚖️                          | ⚗️                          |                             | ⚙️                          |                             | ⚛️                          | ⚜️                          |                             |                             |                             |
| U+26Ax | ⚠️                          | ⚡️                          |                             |                             |                             |                             |                             | ⚧️                          |                             |                             | ⚪️                          | ⚫️                          |                             |                             |                             |                             |
| U+26Bx | ⚰️                          | ⚱️                          |                             |                             |                             |                             |                             |                             |                             |                             |                             |                             |                             | ⚽️                          | ⚾️                          |                             |
| U+26Cx |                             |                             |                             |                             | ⛄️                          | ⛅️                          |                             |                             | ⛈️                          |                             |                             |                             |                             |                             | ⛎️                          | ⛏️                          |
| U+26Dx |                             | ⛑️                          |                             | ⛓️                          | ⛔️                          |                             |                             |                             |                             |                             |                             |                             |                             |                             |                             |                             |
| |                             |                             |                             |                             |                             |                             |                             |                             |                             |                             |                             |                             |                             |                             |                             |                             |
| | 0                           | 1                           | 2                           | 3                           | 4                           | 5                           | 6                           | 7                           | 8                           | 9                           | A                           | B                           | C                           | D                           | E                           | F                           |
| U+26Ex |                             |                             |                             |                             |                             |                             |                             |                             |                             | ⛩️                          | ⛪️                          |                             |                             |                             |                             |                             |
| U+26Fx | ⛰️                          | ⛱️                          | ⛲️                          | ⛳️                          | ⛴️                          | ⛵️                          |                             | ⛷️                          | ⛸️                          | ⛹️                          | ⛺️                          |                             |                             | ⛽️                          |                             |                             |
| U+270x |                             |                             | ✂️                          |                             |                             | ✅️                          |                             |                             | ✈️                          | ✉️                          | ✊️                          | ✋️                          | ✌️                          | ✍️                          |                             | ✏️                          |
| U+271x |                             |                             | ✒️                          |                             | ✔️                          |                             | ✖️                          |                             |                             |                             |                             |                             |                             | ✝️                          |                             |                             |
| U+272x |                             | ✡️                          |                             |                             |                             |                             |                             |                             | ✨️                          |                             |                             |                             |                             |                             |                             |                             |
| U+273x |                             |                             |                             | ✳️                          | ✴️                          |                             |                             |                             |                             |                             |                             |                             |                             |                             |                             |                             |
| U+274x |                             |                             |                             |                             | ❄️                          |                             |                             | ❇️                          |                             |                             |                             |                             | ❌️                          |                             | ❎️                          |                             |
| U+275x |                             |                             |                             | ❓️                          | ❔️                          | ❕️                          |                             | ❗️                          |                             |                             |                             |                             |                             |                             |                             |                             |
| U+276x |                             |                             |                             | ❣️                          | ❤️                          |                             |                             |                             |                             |                             |                             |                             |                             |                             |                             |                             |
| U+279x |                             |                             |                             |                             |                             | ➕️                          | ➖️                          | ➗️                          |                             |                             |                             |                             |                             |                             |                             |                             |
| U+27Ax |                             | ➡️                          |                             |                             |                             |                             |                             |                             |                             |                             |                             |                             |                             |                             |                             |                             |
| U+27Bx | ➰️                          |                             |                             |                             |                             |                             |                             |                             |                             |                             |                             |                             |                             |                             |                             | ➿️                          |
| U+293x |                             |                             |                             |                             | ⤴️                          | ⤵️                          |                             |                             |                             |                             |                             |                             |                             |                             |                             |                             |
| U+2B0x |                             |                             |                             |                             |                             | ⬅️                          | ⬆️                          | ⬇️                          |                             |                             |                             |                             |                             |                             |                             |                             |
| U+2B1x |                             |                             |                             |                             |                             |                             |                             |                             |                             |                             |                             | ⬛️                          | ⬜️                          |                             |                             |                             |
| U+2B5x | ⭐️                          |                             |                             |                             |                             | ⭕️                          |                             |                             |                             |                             |                             |                             |                             |                             |                             |                             |
| U+303x | 〰️                          |                             |                             |                             |                             |                             |                             |                             |                             |                             |                             |                             |                             | 〽️                          |                             |                             |
| U+329x |                             |                             |                             |                             |                             |                             |                             | ㊗️                          |                             | ㊙️                          |                             |                             |                             |                             |                             |                             |
| U+1F00x |                             |                             |                             |                             | 🀄                          |                             |                             |                             |                             |                             |                             |                             |                             |                             |                             |                             |
| U+1F0Cx |                             |                             |                             |                             |                             |                             |                             |                             |                             |                             |                             |                             |                             |                             |                             | 🃏                          |
| U+1F17x | 🅰️                          | 🅱️                          |                             |                             |                             |                             |                             |                             |                             |                             |                             |                             |                             |                             | 🅾️                          | 🅿️                          |
| U+1F18x |                             |                             |                             |                             |                             |                             |                             |                             |                             |                             |                             |                             |                             |                             | 🆎                          |                             |
| U+1F19x |                             | 🆑                          | 🆒                          | 🆓                          | 🆔                          | 🆕                          | 🆖                          | 🆗                          | 🆘                          | 🆙                          | 🆚                          |                             |                             |                             |                             |                             |
| U+1F20x |                             | 🈁                          | 🈂️                          |                             |                             |                             |                             |                             |                             |                             |                             |                             |                             |                             |                             |                             |
| U+1F21x |                             |                             |                             |                             |                             |                             |                             |                             |                             |                             | 🈚                          |                             |                             |                             |                             |                             |
| U+1F22x |                             |                             |                             |                             |                             |                             |                             |                             |                             |                             |                             |                             |                             |                             |                             | 🈯                          |
| U+1F23x |                             |                             | 🈲                          | 🈳                          | 🈴                          | 🈵                          | 🈶                          | 🈷️                          | 🈸                          | 🈹                          | 🈺                          |                             |                             |                             |                             |                             |
| U+1F25x | 🉐                          | 🉑                          |                             |                             |                             |                             |                             |                             |                             |                             |                             |                             |                             |                             |                             |                             |
| U+1F30x | 🌀                          | 🌁                          | 🌂                          | 🌃                          | 🌄                          | 🌅                          | 🌆                          | 🌇                          | 🌈                          | 🌉                          | 🌊                          | 🌋                          | 🌌                          | 🌍                          | 🌎                          | 🌏                          |
| U+1F31x | 🌐                          | 🌑                          | 🌒                          | 🌓                          | 🌔                          | 🌕                          | 🌖                          | 🌗                          | 🌘                          | 🌙                          | 🌚                          | 🌛                          | 🌜                          | 🌝                          | 🌞                          | 🌟                          |
| |                             |                             |                             |                             |                             |                             |                             |                             |                             |                             |                             |                             |                             |                             |                             |                             |
| | 0                           | 1                           | 2                           | 3                           | 4                           | 5                           | 6                           | 7                           | 8                           | 9                           | A                           | B                           | C                           | D                           | E                           | F                           |
| U+1F32x | 🌠                          | 🌡️                          |                             |                             | 🌤️                          | 🌥️                          | 🌦️                          | 🌧️                          | 🌨️                          | 🌩️                          | 🌪️                          | 🌫️                          | 🌬️                          | 🌭                          | 🌮                          | 🌯                          |
| U+1F33x | 🌰                          | 🌱                          | 🌲                          | 🌳                          | 🌴                          | 🌵                          | 🌶️                          | 🌷                          | 🌸                          | 🌹                          | 🌺                          | 🌻                          | 🌼                          | 🌽                          | 🌾                          | 🌿                          |
| U+1F34x | 🍀                          | 🍁                          | 🍂                          | 🍃                          | 🍄                          | 🍅                          | 🍆                          | 🍇                          | 🍈                          | 🍉                          | 🍊                          | 🍋                          | 🍌                          | 🍍                          | 🍎                          | 🍏                          |
| U+1F35x | 🍐                          | 🍑                          | 🍒                          | 🍓                          | 🍔                          | 🍕                          | 🍖                          | 🍗                          | 🍘                          | 🍙                          | 🍚                          | 🍛                          | 🍜                          | 🍝                          | 🍞                          | 🍟                          |
| U+1F36x | 🍠                          | 🍡                          | 🍢                          | 🍣                          | 🍤                          | 🍥                          | 🍦                          | 🍧                          | 🍨                          | 🍩                          | 🍪                          | 🍫                          | 🍬                          | 🍭                          | 🍮                          | 🍯                          |
| U+1F37x | 🍰                          | 🍱                          | 🍲                          | 🍳                          | 🍴                          | 🍵                          | 🍶                          | 🍷                          | 🍸                          | 🍹                          | 🍺                          | 🍻                          | 🍼                          | 🍽️                          | 🍾                          | 🍿                          |
| U+1F38x | 🎀                          | 🎁                          | 🎂                          | 🎃                          | 🎄                          | 🎅                          | 🎆                          | 🎇                          | 🎈                          | 🎉                          | 🎊                          | 🎋                          | 🎌                          | 🎍                          | 🎎                          | 🎏                          |
| U+1F39x | 🎐                          | 🎑                          | 🎒                          | 🎓                          |                             |                             | 🎖️                          | 🎗️                          |                             | 🎙️                          | 🎚️                          | 🎛️                          |                             |                             | 🎞️                          | 🎟️                          |
| U+1F3Ax | 🎠                          | 🎡                          | 🎢                          | 🎣                          | 🎤                          | 🎥                          | 🎦                          | 🎧                          | 🎨                          | 🎩                          | 🎪                          | 🎫                          | 🎬                          | 🎭                          | 🎮                          | 🎯                          |
| U+1F3Bx | 🎰                          | 🎱                          | 🎲                          | 🎳                          | 🎴                          | 🎵                          | 🎶                          | 🎷                          | 🎸                          | 🎹                          | 🎺                          | 🎻                          | 🎼                          | 🎽                          | 🎾                          | 🎿                          |
| U+1F3Cx | 🏀                          | 🏁                          | 🏂                          | 🏃                          | 🏄                          | 🏅                          | 🏆                          | 🏇                          | 🏈                          | 🏉                          | 🏊                          | 🏋️                          | 🏌️                          | 🏍️                          | 🏎️                          | 🏏                          |
| U+1F3Dx | 🏐                          | 🏑                          | 🏒                          | 🏓                          | 🏔️                          | 🏕️                          | 🏖️                          | 🏗️                          | 🏘️                          | 🏙️                          | 🏚️                          | 🏛️                          | 🏜️                          | 🏝️                          | 🏞️                          | 🏟️                          |
| U+1F3Ex | 🏠                          | 🏡                          | 🏢                          | 🏣                          | 🏤                          | 🏥                          | 🏦                          | 🏧                          | 🏨                          | 🏩                          | 🏪                          | 🏫                          | 🏬                          | 🏭                          | 🏮                          | 🏯                          |
| U+1F3Fx | 🏰                          |                             |                             | 🏳️                          | 🏴                          | 🏵️                          |                             | 🏷️                          | 🏸                          | 🏹                          | 🏺                          | 🏻                            | 🏼                            | 🏽                            | 🏾                            | 🏿                            |
| U+1F40x | 🐀                          | 🐁                          | 🐂                          | 🐃                          | 🐄                          | 🐅                          | 🐆                          | 🐇                          | 🐈                          | 🐉                          | 🐊                          | 🐋                          | 🐌                          | 🐍                          | 🐎                          | 🐏                          |
| U+1F41x | 🐐                          | 🐑                          | 🐒                          | 🐓                          | 🐔                          | 🐕                          | 🐖                          | 🐗                          | 🐘                          | 🐙                          | 🐚                          | 🐛                          | 🐜                          | 🐝                          | 🐞                          | 🐟                          |
| U+1F42x | 🐠                          | 🐡                          | 🐢                          | 🐣                          | 🐤                          | 🐥                          | 🐦                          | 🐧                          | 🐨                          | 🐩                          | 🐪                          | 🐫                          | 🐬                          | 🐭                          | 🐮                          | 🐯                          |
| U+1F43x | 🐰                          | 🐱                          | 🐲                          | 🐳                          | 🐴                          | 🐵                          | 🐶                          | 🐷                          | 🐸                          | 🐹                          | 🐺                          | 🐻                          | 🐼                          | 🐽                          | 🐾                          | 🐿️                          |
| U+1F44x | 👀                          | 👁️                          | 👂                          | 👃                          | 👄                          | 👅                          | 👆                          | 👇                          | 👈                          | 👉                          | 👊                          | 👋                          | 👌                          | 👍                          | 👎                          | 👏                          |
| U+1F45x | 👐                          | 👑                          | 👒                          | 👓                          | 👔                          | 👕                          | 👖                          | 👗                          | 👘                          | 👙                          | 👚                          | 👛                          | 👜                          | 👝                          | 👞                          | 👟                          |
| U+1F46x | 👠                          | 👡                          | 👢                          | 👣                          | 👤                          | 👥                          | 👦                          | 👧                          | 👨                          | 👩                          | 👪                          | 👫                          | 👬                          | 👭                          | 👮                          | 👯                          |
| U+1F47x | 👰                          | 👱                          | 👲                          | 👳                          | 👴                          | 👵                          | 👶                          | 👷                          | 👸                          | 👹                          | 👺                          | 👻                          | 👼                          | 👽                          | 👾                          | 👿                          |
| U+1F48x | 💀                          | 💁                          | 💂                          | 💃                          | 💄                          | 💅                          | 💆                          | 💇                          | 💈                          | 💉                          | 💊                          | 💋                          | 💌                          | 💍                          | 💎                          | 💏                          |
| U+1F49x | 💐                          | 💑                          | 💒                          | 💓                          | 💔                          | 💕                          | 💖                          | 💗                          | 💘                          | 💙                          | 💚                          | 💛                          | 💜                          | 💝                          | 💞                          | 💟                          |
| U+1F4Ax | 💠                          | 💡                          | 💢                          | 💣                          | 💤                          | 💥                          | 💦                          | 💧                          | 💨                          | 💩                          | 💪                          | 💫                          | 💬                          | 💭                          | 💮                          | 💯                          |
| U+1F4Bx | 💰                          | 💱                          | 💲                          | 💳                          | 💴                          | 💵                          | 💶                          | 💷                          | 💸                          | 💹                          | 💺                          | 💻                          | 💼                          | 💽                          | 💾                          | 💿                          |
| U+1F4Cx | 📀                          | 📁                          | 📂                          | 📃                          | 📄                          | 📅                          | 📆                          | 📇                          | 📈                          | 📉                          | 📊                          | 📋                          | 📌                          | 📍                          | 📎                          | 📏                          |
| U+1F4Dx | 📐                          | 📑                          | 📒                          | 📓                          | 📔                          | 📕                          | 📖                          | 📗                          | 📘                          | 📙                          | 📚                          | 📛                          | 📜                          | 📝                          | 📞                          | 📟                          |
| U+1F4Ex | 📠                          | 📡                          | 📢                          | 📣                          | 📤                          | 📥                          | 📦                          | 📧                          | 📨                          | 📩                          | 📪                          | 📫                          | 📬                          | 📭                          | 📮                          | 📯                          |
| U+1F4Fx | 📰                          | 📱                          | 📲                          | 📳                          | 📴                          | 📵                          | 📶                          | 📷                          | 📸                          | 📹                          | 📺                          | 📻                          | 📼                          | 📽️                          |                             | 📿                          |
| |                             |                             |                             |                             |                             |                             |                             |                             |                             |                             |                             |                             |                             |                             |                             |                             |
| | 0                           | 1                           | 2                           | 3                           | 4                           | 5                           | 6                           | 7                           | 8                           | 9                           | A                           | B                           | C                           | D                           | E                           | F                           |
| U+1F50x | 🔀                          | 🔁                          | 🔂                          | 🔃                          | 🔄                          | 🔅                          | 🔆                          | 🔇                          | 🔈                          | 🔉                          | 🔊                          | 🔋                          | 🔌                          | 🔍                          | 🔎                          | 🔏                          |
| U+1F51x | 🔐                          | 🔑                          | 🔒                          | 🔓                          | 🔔                          | 🔕                          | 🔖                          | 🔗                          | 🔘                          | 🔙                          | 🔚                          | 🔛                          | 🔜                          | 🔝                          | 🔞                          | 🔟                          |
| U+1F52x | 🔠                          | 🔡                          | 🔢                          | 🔣                          | 🔤                          | 🔥                          | 🔦                          | 🔧                          | 🔨                          | 🔩                          | 🔪                          | 🔫                          | 🔬                          | 🔭                          | 🔮                          | 🔯                          |
| U+1F53x | 🔰                          | 🔱                          | 🔲                          | 🔳                          | 🔴                          | 🔵                          | 🔶                          | 🔷                          | 🔸                          | 🔹                          | 🔺                          | 🔻                          | 🔼                          | 🔽                          |                             |                             |
| U+1F54x |                             |                             |                             |                             |                             |                             |                             |                             |                             | 🕉️                          | 🕊️                          | 🕋                          | 🕌                          | 🕍                          | 🕎                          |                             |
| U+1F55x | 🕐                          | 🕑                          | 🕒                          | 🕓                          | 🕔                          | 🕕                          | 🕖                          | 🕗                          | 🕘                          | 🕙                          | 🕚                          | 🕛                          | 🕜                          | 🕝                          | 🕞                          | 🕟                          |
| U+1F56x | 🕠                          | 🕡                          | 🕢                          | 🕣                          | 🕤                          | 🕥                          | 🕦                          | 🕧                          |                             |                             |                             |                             |                             |                             |                             | 🕯️                          |
| U+1F57x | 🕰️                          |                             |                             | 🕳️                          | 🕴️                          | 🕵️                          | 🕶️                          | 🕷️                          | 🕸️                          | 🕹️                          | 🕺                          |                             |                             |                             |                             |                             |
| U+1F58x |                             |                             |                             |                             |                             |                             |                             | 🖇️                          |                             |                             | 🖊️                          | 🖋️                          | 🖌️                          | 🖍️                          |                             |                             |
| U+1F59x | 🖐️                          |                             |                             |                             |                             | 🖕                          | 🖖                          |                             |                             |                             |                             |                             |                             |                             |                             |                             |
| U+1F5Ax |                             |                             |                             |                             | 🖤                          | 🖥️                          |                             |                             | 🖨️                          |                             |                             |                             |                             |                             |                             |                             |
| U+1F5Bx |                             | 🖱️                          | 🖲️                          |                             |                             |                             |                             |                             |                             |                             |                             |                             | 🖼️                          |                             |                             |                             |
| U+1F5Cx |                             |                             | 🗂️                          | 🗃️                          | 🗄️                          |                             |                             |                             |                             |                             |                             |                             |                             |                             |                             |                             |
| U+1F5Dx |                             | 🗑️                          | 🗒️                          | 🗓️                          |                             |                             |                             |                             |                             |                             |                             |                             | 🗜️                          | 🗝️                          | 🗞️                          |                             |
| U+1F5Ex |                             | 🗡️                          |                             | 🗣️                          |                             |                             |                             |                             | 🗨️                          |                             |                             |                             |                             |                             |                             | 🗯️                          |
| U+1F5Fx |                             |                             |                             | 🗳️                          |                             |                             |                             |                             |                             |                             | 🗺️                          | 🗻                          | 🗼                          | 🗽                          | 🗾                          | 🗿                          |
| U+1F60x | 😀                          | 😁                          | 😂                          | 😃                          | 😄                          | 😅                          | 😆                          | 😇                          | 😈                          | 😉                          | 😊                          | 😋                          | 😌                          | 😍                          | 😎                          | 😏                          |
| U+1F61x | 😐                          | 😑                          | 😒                          | 😓                          | 😔                          | 😕                          | 😖                          | 😗                          | 😘                          | 😙                          | 😚                          | 😛                          | 😜                          | 😝                          | 😞                          | 😟                          |
| U+1F62x | 😠                          | 😡                          | 😢                          | 😣                          | 😤                          | 😥                          | 😦                          | 😧                          | 😨                          | 😩                          | 😪                          | 😫                          | 😬                          | 😭                          | 😮                          | 😯                          |
| U+1F63x | 😰                          | 😱                          | 😲                          | 😳                          | 😴                          | 😵                          | 😶                          | 😷                          | 😸                          | 😹                          | 😺                          | 😻                          | 😼                          | 😽                          | 😾                          | 😿                          |
| U+1F64x | 🙀                          | 🙁                          | 🙂                          | 🙃                          | 🙄                          | 🙅                          | 🙆                          | 🙇                          | 🙈                          | 🙉                          | 🙊                          | 🙋                          | 🙌                          | 🙍                          | 🙎                          | 🙏                          |
| U+1F68x | 🚀                          | 🚁                          | 🚂                          | 🚃                          | 🚄                          | 🚅                          | 🚆                          | 🚇                          | 🚈                          | 🚉                          | 🚊                          | 🚋                          | 🚌                          | 🚍                          | 🚎                          | 🚏                          |
| U+1F69x | 🚐                          | 🚑                          | 🚒                          | 🚓                          | 🚔                          | 🚕                          | 🚖                          | 🚗                          | 🚘                          | 🚙                          | 🚚                          | 🚛                          | 🚜                          | 🚝                          | 🚞                          | 🚟                          |
| U+1F6Ax | 🚠                          | 🚡                          | 🚢                          | 🚣                          | 🚤                          | 🚥                          | 🚦                          | 🚧                          | 🚨                          | 🚩                          | 🚪                          | 🚫                          | 🚬                          | 🚭                          | 🚮                          | 🚯                          |
| U+1F6Bx | 🚰                          | 🚱                          | 🚲                          | 🚳                          | 🚴                          | 🚵                          | 🚶                          | 🚷                          | 🚸                          | 🚹                          | 🚺                          | 🚻                          | 🚼                          | 🚽                          | 🚾                          | 🚿                          |
| U+1F6Cx | 🛀                          | 🛁                          | 🛂                          | 🛃                          | 🛄                          | 🛅                          |                             |                             |                             |                             |                             | 🛋️                          | 🛌                          | 🛍️                          | 🛎️                          | 🛏️                          |
| U+1F6Dx | 🛐                          | 🛑                          | 🛒                          |                             |                             | 🛕                          | 🛖                          | 🛗                          |                             |                             |                             |                             | 🛜                          | 🛝                          | 🛞                          | 🛟                          |
| U+1F6Ex | 🛠️                          | 🛡️                          | 🛢️                          | 🛣️                          | 🛤️                          | 🛥️                          |                             |                             |                             | 🛩️                          |                             | 🛫                          | 🛬                          |                             |                             |                             |
| U+1F6Fx | 🛰️                          |                             |                             | 🛳️                          | 🛴                          | 🛵                          | 🛶                          | 🛷                          | 🛸                          | 🛹                          | 🛺                          | 🛻                          | 🛼                          |                             |                             |                             |
| U+1F7Ex | 🟠                          | 🟡                          | 🟢                          | 🟣                          | 🟤                          | 🟥                          | 🟦                          | 🟧                          | 🟨                          | 🟩                          | 🟪                          | 🟫                          |                             |                             |                             |                             |
| |                             |                             |                             |                             |                             |                             |                             |                             |                             |                             |                             |                             |                             |                             |                             |                             |
| | 0                           | 1                           | 2                           | 3                           | 4                           | 5                           | 6                           | 7                           | 8                           | 9                           | A                           | B                           | C                           | D                           | E                           | F                           |
| U+1F7Fx | 🟰                          |                             |                             |                             |                             |                             |                             |                             |                             |                             |                             |                             |                             |                             |                             |                             |
| U+1F90x |                             |                             |                             |                             |                             |                             |                             |                             |                             |                             |                             |                             | 🤌                          | 🤍                          | 🤎                          | 🤏                          |
| U+1F91x | 🤐                          | 🤑                          | 🤒                          | 🤓                          | 🤔                          | 🤕                          | 🤖                          | 🤗                          | 🤘                          | 🤙                          | 🤚                          | 🤛                          | 🤜                          | 🤝                          | 🤞                          | 🤟                          |
| U+1F92x | 🤠                          | 🤡                          | 🤢                          | 🤣                          | 🤤                          | 🤥                          | 🤦                          | 🤧                          | 🤨                          | 🤩                          | 🤪                          | 🤫                          | 🤬                          | 🤭                          | 🤮                          | 🤯                          |
| U+1F93x | 🤰                          | 🤱                          | 🤲                          | 🤳                          | 🤴                          | 🤵                          | 🤶                          | 🤷                          | 🤸                          | 🤹                          | 🤺                          |                             | 🤼                          | 🤽                          | 🤾                          | 🤿                          |
| U+1F94x | 🥀                          | 🥁                          | 🥂                          | 🥃                          | 🥄                          | 🥅                          |                             | 🥇                          | 🥈                          | 🥉                          | 🥊                          | 🥋                          | 🥌                          | 🥍                          | 🥎                          | 🥏                          |
| U+1F95x | 🥐                          | 🥑                          | 🥒                          | 🥓                          | 🥔                          | 🥕                          | 🥖                          | 🥗                          | 🥘                          | 🥙                          | 🥚                          | 🥛                          | 🥜                          | 🥝                          | 🥞                          | 🥟                          |
| U+1F96x | 🥠                          | 🥡                          | 🥢                          | 🥣                          | 🥤                          | 🥥                          | 🥦                          | 🥧                          | 🥨                          | 🥩                          | 🥪                          | 🥫                          | 🥬                          | 🥭                          | 🥮                          | 🥯                          |
| U+1F97x | 🥰                          | 🥱                          | 🥲                          | 🥳                          | 🥴                          | 🥵                          | 🥶                          | 🥷                          | 🥸                          | 🥹                          | 🥺                          | 🥻                          | 🥼                          | 🥽                          | 🥾                          | 🥿                          |
| U+1F98x | 🦀                          | 🦁                          | 🦂                          | 🦃                          | 🦄                          | 🦅                          | 🦆                          | 🦇                          | 🦈                          | 🦉                          | 🦊                          | 🦋                          | 🦌                          | 🦍                          | 🦎                          | 🦏                          |
| U+1F99x | 🦐                          | 🦑                          | 🦒                          | 🦓                          | 🦔                          | 🦕                          | 🦖                          | 🦗                          | 🦘                          | 🦙                          | 🦚                          | 🦛                          | 🦜                          | 🦝                          | 🦞                          | 🦟                          |
| U+1F9Ax | 🦠                          | 🦡                          | 🦢                          | 🦣                          | 🦤                          | 🦥                          | 🦦                          | 🦧                          | 🦨                          | 🦩                          | 🦪                          | 🦫                          | 🦬                          | 🦭                          | 🦮                          | 🦯                          |
| U+1F9Bx | 🦰                          | 🦱                          | 🦲                          | 🦳                          | 🦴                          | 🦵                          | 🦶                          | 🦷                          | 🦸                          | 🦹                          | 🦺                          | 🦻                          | 🦼                          | 🦽                          | 🦾                          | 🦿                          |
| U+1F9Cx | 🧀                          | 🧁                          | 🧂                          | 🧃                          | 🧄                          | 🧅                          | 🧆                          | 🧇                          | 🧈                          | 🧉                          | 🧊                          | 🧋                          | 🧌                          | 🧍                          | 🧎                          | 🧏                          |
| U+1F9Dx | 🧐                          | 🧑                          | 🧒                          | 🧓                          | 🧔                          | 🧕                          | 🧖                          | 🧗                          | 🧘                          | 🧙                          | 🧚                          | 🧛                          | 🧜                          | 🧝                          | 🧞                          | 🧟                          |
| U+1F9Ex | 🧠                          | 🧡                          | 🧢                          | 🧣                          | 🧤                          | 🧥                          | 🧦                          | 🧧                          | 🧨                          | 🧩                          | 🧪                          | 🧫                          | 🧬                          | 🧭                          | 🧮                          | 🧯                          |
| U+1F9Fx | 🧰                          | 🧱                          | 🧲                          | 🧳                          | 🧴                          | 🧵                          | 🧶                          | 🧷                          | 🧸                          | 🧹                          | 🧺                          | 🧻                          | 🧼                          | 🧽                          | 🧾                          | 🧿                          |
| U+1FA7x | 🩰                          | 🩱                          | 🩲                          | 🩳                          | 🩴                          | 🩵                          | 🩶                          | 🩷                          | 🩸                          | 🩹                          | 🩺                          | 🩻                          | 🩼                          |                             |                             |                             |
| U+1FA8x | 🪀                          | 🪁                          | 🪂                          | 🪃                          | 🪄                          | 🪅                          | 🪆                          | 🪇                          | 🪈                          |                             |                             |                             |                             |                             |                             |                             |
| U+1FA9x | 🪐                          | 🪑                          | 🪒                          | 🪓                          | 🪔                          | 🪕                          | 🪖                          | 🪗                          | 🪘                          | 🪙                          | 🪚                          | 🪛                          | 🪜                          | 🪝                          | 🪞                          | 🪟                          |
| U+1FAAx | 🪠                          | 🪡                          | 🪢                          | 🪣                          | 🪤                          | 🪥                          | 🪦                          | 🪧                          | 🪨                          | 🪩                          | 🪪                          | 🪫                          | 🪬                          | 🪭                          | 🪮                          | 🪯                          |
| U+1FABx | 🪰                          | 🪱                          | 🪲                          | 🪳                          | 🪴                          | 🪵                          | 🪶                          | 🪷                          | 🪸                          | 🪹                          | 🪺                          | 🪻                          | 🪼                          | 🪽                          |                             | 🪿                          |
| U+1FACx | 🫀                          | 🫁                          | 🫂                          | 🫃                          | 🫄                          | 🫅                          |                             |                             |                             |                             |                             |                             |                             |                             | 🫎                          | 🫏                          |
| U+1FADx | 🫐                          | 🫑                          | 🫒                          | 🫓                          | 🫔                          | 🫕                          | 🫖                          | 🫗                          | 🫘                          | 🫙                          | 🫚                          | 🫛                          |                             |                             |                             |                             |
| U+1FAEx | 🫠                          | 🫡                          | 🫢                          | 🫣                          | 🫤                          | 🫥                          | 🫦                          | 🫧                          | 🫨                          |                             |                             |                             |                             |                             |                             |                             |
| U+1FAFx | 🫰                          | 🫱                          | 🫲                          | 🫳                          | 🫴                          | 🫵                          | 🫶                          | 🫷                          | 🫸                          |                             |                             |                             |                             |                             |                             |                             |
| | 0                           | 1                           | 2                           | 3                           | 4                           | 5                           | 6                           | 7                           | 8                           | 9                           | A                           | B                           | C                           | D                           | E                           | F                           |
| Notes 1. Unicode version 15 2. Les zones grises indiquent des codes non-emoji ou non attribués 3.« UTR #51: Unicode Emoji », Unicode Consortium 4.« UCD: Emoji Data for UTR #51 », Unicode Consortium, 2 août 2022 |                             |                             |                             |                             |                             |                             |                             |                             |                             |                             |                             |                             |                             |                             |                             |                             |

## Utilisation des émojis
Il existe différents facteurs qui expliquent l'emploi des émojis, et en particulier, pourquoi les utilisateurs choisissent de s'exprimer avec des émojis plutôt que du texte et pourquoi ils préfèrent certains émojis par rapport à d'autres. La recherche a identifié quelques facteurs qui sont détaillés ci-dessous.

### La simplicité des émojis
La motivation pour insérer des émojis dans les messages instantanés s’explique par leur simplicité, leur commodité et la possibilité qu'ils offrent de transmettre des expressions faciales et sentimentales de tous registres. En effet, étant donné que les émojis intensifient la communication, ils peuvent aussi bien être utilisés dans les situations agréables que conflictuelles. C’est ainsi que plus de 5 milliards d’émojis sont utilisés quotidiennement sur Facebook.

### La nature de l'émoji
Certains émojis sont plus globalement populaires que d'autres et sont utilisés dans un grand nombre de pays, par exemple les « smileys », expressions faciales en général et certains sports populaires tels que le basketball, le football, le baseball et le rugby. Les moins utilisés sont les émojis « drapeaux ».

### Émoji et construction de l'identité en ligne
L’usage des émojis renseigne fortement sur l’identité des utilisateurs d’internet. En effet, les maintes possibilités d’utilisation et de combinaison des émojis, grâce à leur design, permettent de se façonner une identité en ligne propre à chacun. Les études établissent une corrélation positive entre la fréquence d’utilisation des émojis sur Facebook et l’extraversion des utilisateurs ainsi qu’une corrélation négative entre les émojis connotés positivement et la détresse psychologique.

### Différence entre les genres
Les différences en matière d’émojis se retrouvent également entre les genres. En effet, bien que l’interprétation diffère peu chez les hommes et les femmes, ces dernières ont tendance à y avoir recours plus fréquemment et à but plus positif. Elles perçoivent les émojis plus familièrement, plus clairement et à sens plus fort que les hommes. C’est pourquoi elles ont tendance à en utiliser une plus grande variété afin de décrire au mieux leurs émotions et leurs intentions. De plus, les femmes utilisent les émojis plus fréquemment lors de communications publiques plutôt que privées.

### La diversité culturelle
Les différences d’utilisation dépendent également de la diversité culturelle. En effet, les contextes culturels, les conditions de vie, les conditions de communications et l’appartenance à un certain groupe ont une grande influence sur le choix de l’émoji. Ainsi, des différences s’observent non seulement entre les pays mais également à l’intérieur d’une même communauté. Une compréhension du contexte linguistique et textuelle est donc cruciale pour la communication interculturelle.
La fréquence d'utilisation diffère d'un pays à l'autre. Sur Twitter, les États-Unis représentent le plus grand nombre d'émojis utilisés. En matière du choix de l'émoji, les pays peuvent être regroupés en régions géopolitiques suivant leur préférence d'utilisation. Ces régions diffèrent les unes des autres mais très peu à l'intérieur du groupe. C’est ainsi que les pays du Moyen-Orient et de l’Asie-Pacifique se distinguent fortement des autres régions mais présentent une forte similitude à l'intérieur de leur groupe respectif. Les autres groupes ne présentent qu’une faible différence entre eux, ce qui pourrait être le résultat de l’adoption de l’anglais en tant que « Lingua franca » dans beaucoup de pays, ainsi que de la nature du dialecte en ligne qui se fait principalement en anglais. À contrario, les pays moins anglicisés et plus éloignés de la culture des États-Unis font preuve d’une plus grande différence dans le choix de l’émoji : par exemple, l’émoji « apaisé » est fortement utilisé dans les pays occidentaux mais très peu au Koweït.
Les communautés et les groupes n'utilisent pas les mêmes émojis. Le rapport SwiftKey sur les émojis qui date de 2015 traite plus d'un milliard d'émojis pour comprendre comment ils sont utilisés par des utilisateurs de 16 régions et langues différentes. L'analyse montre que l'on pourrait presque reconnaître la nationalité à partir des émojis utilisés. Si la plupart des émojis ont une portée universelle, leur fréquence d'utilisation varie sensiblement d'un pays à l'autre. Par exemple, dans le contexte français, d'après l'étude, l'utilisation des émojis de type « cœur » et de type « mariage » domine alors qu'aux États-Unis, les émojis de type « Female-oriented », « Royalty », « Tech », « LGBT » et « meat » sont les plus utilisés.

### La relation entre les utilisateurs
La nature de la relation entre les interlocuteurs est également responsable du choix de l’émoji ainsi que de la fréquence de leur utilisation : plus la relation est distante et polie, plus les émojis seront abstraits.

### Le choix de la plateforme
Un autre facteur de différence d’utilisation d’émoji est le choix de la plateforme. En effet, les représentations visuelles des émojis diffèrent entre IOS et Android. Par conséquent, des malentendus et des interprétations erronées se manifestent fréquemment lors de discussions instantanées. Les préférences d’émojis dépendent également des différentes plateformes sociales telles que Twitter, Facebook et Instagram. Par exemple, les émojis sont utilisés plus fréquemment et plus positivement sur Facebook que sur Twitter.

Twitter, Discord
Blob emoji d'android (anciens)
Android (nouveau)
Microsoft Windows 11

### Le contexte d'utilisation
L’utilisation des émojis dépend également du contexte étudié. En informatique, ce sont surtout des études sentimentales (Opinion Mining ou Sentiment Analysis) envers les émojis qui intéressent : la conversion des émojis en d’autres expressions sentimentales telles que des vidéos, des images et des textes permettant d’élaborer un lexique sentimental pour la compréhension des textes. Les émojis ont aussi permis le développement de différents systèmes électroniques, notamment grâce à leur fonction facile d’usage, à leur compréhension interculturelle et à leurs traits facilement reconnaissables.
En marketing, les émojis permettent d’attirer l’attention de futurs consommateurs pour l’achat des produits ou pour participer interactivement en ligne. Ils sont également utiles pour transcrire facilement les émotions des consommateurs envers le produit ou l’entreprise lors de recherches marketing via des questionnaires.

## Émoji dans la culture populaire
Dans le film de science-fiction Moon sorti en 2009, le robot semi-anthropomorphe GERTY communique à travers un écran montrant des émojis qui traduisent des émotions.
En 2013, l'ingénieur informaticien Fred Benenson traduit entièrement avec des émojis le livre Moby Dick, rebaptisé Emoji Dick pour l'occasion.
En 2017, le film Le Monde secret des Emojis sort au cinéma.
En novembre 2016, Apple modifie le dessin de la pêche qui était utilisé par certains utilisateurs dans leurs messages avec la connotation d'une paire de fesses. Quelque temps plus tard, faisant face aux réclamations, Apple revient sur une forme présentant de nouveau une ambiguïté.
Le 28 novembre 2017, Google a publié les nouvelles versions des émojis Hamburger et Pinte de bière qui seront déployées dans Android 8.1 Oreo. Google a cédé à une tempête initiée sur les réseaux sociaux par l'écrivain Thomas Baekdal.

## Tables des caractères

### Modificateurs
Courant 2015, la version 8 du standard Unicode a introduit des modificateurs d’émojis afin de mieux représenter la diversité humaine, en particulier en ce qui concerne les couleurs de peau. Unicode réutilise avec certains émojis la méthode des caractères diacritiques combinant (comme les accents), en se basant sur la classification de Fitzpatrick pour les couleurs de peau.
| U+      | nom unicode                         | (main) | (visage) |
| ------- | ----------------------------------- | ------ | -------- |
| -       | (sans modificateur)                 | 🤚     | 👦       |
| U+1F3FB | EMOJI MODIFIER FITZPATRICK TYPE-1-2 | 🤚🏻     | 👦🏻       |
| U+1F3FC | EMOJI MODIFIER FITZPATRICK TYPE-3   | 🤚🏼     | 👦🏼       |
| U+1F3FD | EMOJI MODIFIER FITZPATRICK TYPE-4   | 🤚🏽     | 👦🏽       |
| U+1F3FE | EMOJI MODIFIER FITZPATRICK TYPE-5   | 🤚🏾     | 👦🏾       |
| U+1F3FF | EMOJI MODIFIER FITZPATRICK TYPE-6   | 🤚🏿     | 👦🏿       |

Le 12 décembre 2016, 104 émojis ont été ajoutés à la base version 9.0. Ils représentent majoritairement des femmes dans différents corps de métier. En plus de ces derniers ont été ajoutés de nouveaux émoticônes, animaux, signes, personnages expressifs, sports et objets.
Émoji 11 compte 2 823 émojis Recommended for General Interchange (« recommandé pour l'échange général ») – RGI.

### Combinaisons et séquences
Unicode permet maintenant de combiner plusieurs émojis en un seul, en formant des séquences d'émojis valides séparés par le caractère de contrôle « liant sans chasse » (LSC, en anglais : ZWJ, Zero Width Joiner). Cette possibilité permet de représenter par exemple :
- des personnes (éventuellement modifiées par les modificateurs émojis de couleur de peau) avec l'émoji indiquant leur métier ou occupation, ou une attitude particulière, ou l'émoji indiquant leur sexe (par défaut les émojis de personnes sont neutres, sans couleur de peau définie, asexués, et sans âge, sauf les émojis déjà codés représentant déjà ces attributs),
- des couples, familles ou groupes de personnes (y compris avec des enfants et avec le sexe et les couleurs de chacun),
- deux personnes qui s'aiment en associant par exemple un émoji de cœur ;
- l'émoji du drapeau noir et celui de la tête de mort associés pour former un drapeau pirate.

Pour former des combinaisons valides avec ZWJ, il est parfois nécessaire de combiner un des caractères de base représentant un symbole générique avec le sélecteur de variante émoji, notamment si ces symboles peuvent former des ligatures normales nécessitant déjà l'emploi de ZWJ (notamment dans certaines langues asiatiques qui en font usage pour certaines ligatures ou des variantes de des ligatures normales ; cela peut être nécessaire par exemple pour des symboles génériques comme le disque noir, les signes de ponctuation ou les flèches qui, par défaut, sont des symboles séparés ne représentant aucun émoji et qui conservent leur signification initiale s'ils ne sont pas explicitement suivis d'un sélecteur de variante émoji).
De plus des combinaisons « simplifiées » sont possibles (sans aucun contrôle ZWJ pour indiquer que les caractères sont liés en un seul émoji) pour représenter les drapeaux nationaux ou régionaux, en associant:
- soit deux caractères indicateurs spéciaux correspondant à un code ISO 3166-1 (en deux lettres) : ceci est défini pour tous les codes de pays ou région ISO 3166-1 où chaque lettre latine du code standard est converti en caractère indicateur de région ; cependant ces codes ISO 3166-1 sont instables et ont parfois été réutilisés. Ce codage (limité à une liste prédéfinie de pays à la date de publication de la version d'Unicode où ils ont été ajoutés) est admis mais pourrait ne plus être recommandé (et il n'est pas garanti non plus que cette combinaison affiche un drapeau, elle pourrait n'afficher qu'un émoji associant les deux lettres encadrées, représentant un pays non réellement précisé, ou bien une représentation cartographique simplifiée du pays).
- soit un émoji de drapeau générique combiné avec des caractères étiquettes d'un code ISO 3166-2 (en trois lettres ou plus, sans aucun tiret séparateur après les deux premiers représentant le code ISO 3166-1 du pays, chaque lettre ou chiffre du code étant converti en caractère indicateur spécial) terminé par un caractère indicateur de fin de séquence : ceci n'est pour l'instant défini que pour une liste limitée de subdivisions de pays, les premières subdivisions codées ayant été celles de l'Angleterre (GBENG), du Pays de Galles (GBWLS) et de l'Écosse (GBSCO) ; d'autres subdivisions nationales seront ajoutées par Unicode après avoir revu la liste des codes ISO 3166-2 stables et utilisables ; il n'est pas garanti que les séquences suivront les évolutions (instables) de la norme ISO 3166-2 car Unicode tient à conserver la stabilité de son codage et Unicode pourrait alors définir une liste permettant également de représenter des versions historiques des drapeaux, ou les drapeaux d'anciennes entités ou d'entités non reconnues par l'ISO 3166-1 ou dont les codes ont été depuis réalloués à d'autres pays.

Ces combinaisons « simplifiées » sont insécables et représentent un unique émoji. Elles peuvent ensuite être associées avec d'autres émojis (éventuellement suivis chacun de modificateurs) pour former des combinaisons plus étendues. Par exemple:
- deux drapeaux nationaux affichés ensemble (qui se recouvrent partiellement ou croisés).
- l'émoji représentant une carte et celui du drapeau pour coder un émoji de type carte-drapeau, où les couleurs nationales couvrent la carte du pays).
- la combinaison de l'émoji d'une personne (éventuellement elle-même modifiée par les modificateurs de couleur de peau ou d'autres nouveaux modificateurs pour la couleur des cheveux) avec un drapeau pour représenter une personne tenant ce drapeau.